# Каала
Каала (порт. Caála) — город и муниципалитет в центральной части провинции Уамбо в Анголе.

## История
Каала в XV веке была религиозно-культовой областью во владениях клана Нганда. Около 1650 года образовался населенный пункт носивший название Каала. Вскоре Каала стала столицей королевства Хумабо. Первым королем королевства был Вамбу Калунга. В XIX веке город уже был процветающим центром торговли между Овимбундусом и португальцами, колонизовавшими побережье. После нескольких лет войн, разрушения и заброшенности развитие Каала возобновилось с появлением Бенгельской железной дороги в 1912 году. До 1922 года город принадлежал к округу Уамбо. В период с 1922 по 1934 год он принадлежал району Лепи. С 1912 по 1970 год город носил название Вилла Роберт Уильямс в честь британского магната Роберта Уильямса, который руководил строительством Бенгельской железной дороги. 15 июля 1970 года он стал городом и муниципалитетом, переименованным в Каала.
В 2002 году, когда закончилась гражданская война в Анголе, в Каале находился центр гуманитарной помощи организации «Врачи без границ».

## Описание
Муниципалитет состоит из главной коммуны — города Каала, и коммун Куйма, Каленга и Катата. Площадь составляет 3680 км². Население муниципалитета 373000 человека (оценка на 2014 год).

## Логистика
Каала является одним из важнейших логистических узлов в стране, поскольку в этом городе соединяются важные автомагистрали EC-343 (Каала-Экунья), EN-120 (Уамбо-Каала-Куйма) и EN-260 (Каала-Каленга), а также Бенгельская железная дорога.

## Экономика
Каала является одним из основных сельскохозяйственных центров Анголы. В регионе выращивают пшеницу и просо. На реках протекающих через территорию муниципалитета широко распространено рыболовство. На реке Кунене в южной части муниципалитета находится ГЭС, общей мощностью 60 мегаватт.